# (33933) 2000 LE29
2000 LE29 (asteroide 33933) é um asteroide da cintura principal. Possui uma excentricidade de 0.21216540 e uma inclinação de 1.08352º.
Este asteroide foi descoberto no dia 9 de junho de 2000 por LONEOS em Anderson Mesa.